# Sardinidion
Sardinidion is een monotypisch geslacht van spinnen uit de familie van de Theridiidae (kogelspinnen).

## Soort
- Sardinidion blackwalli Pickard-Cambridge, 1871